# MultiMarkdown
MultiMarkdown — полегшена мова розмітки даних, що була створена Флетчером Т. Пінні на основі Markdown, але яка підтримує більше форматів експорту та реалізує додаткові можливості, яких нема у чистому Markdown синтаксисі.
Переваги MultiMarkdown в порівнянні з Markdown:
- виноски
- таблиці
- цитати і бібліографічні відомості (найкраще працює у зв'язці із LaTeX, що використовує BibTeX)
- підтримка математики
- підтримка автоматичних перехрестних посилань
- розумна типографіка із підтримкою декількох мов
- властивості зображень
- підписи до таблиць та малюнків
- списки визначень
- словникові записи (тільки в LaTeX`і)
- метадані документа (e.g. заголовок, автор, дата та ін.)